# Supercoppa italiana 2008 (beach soccer)
La Supercoppa italiana 2008 è stata assegnata a San Benedetto del Tronto quale evento inaugurale delle finali scudetto tra il Milano Beach Soccer, che nel 2007 aveva centrato l'accoppiata campionato-coppa, ed i Cavalieri del Mare Viareggio, finalisti in Coppa Italia. Il trofeo è stato vinto dalla formazione toscana.

## Partecipanti
| Squadre                      | Qualificazione                                         |
| ---------------------------- | ------------------------------------------------------ |
| Milano                       | Vincitore della Serie A 2007 e della Coppa Italia 2007 |
| Cavalieri del Mare Viareggio | Finalista della Coppa Italia 2007                      |

## Tabellino
| Arbitro: | Castaldi e Alessio (Termoli e Udine) |

|                                                                               |            |                                                                         |
| Nico 3st’ Amarelle 4st’ Madjer 10tt’                                          | Marcatori  | 8pt’, 3st’ Belchior 7pt’ Alan 9st’ Thiago                               |
| Rasulo Casarsa Costacurta Nico Madjer Ahmed Amarelle Biasini Polastri Roberto | Formazioni | Gigli Hernani Galli Alan Sacchetti Thiago Tiberi Belchior Falco Juninho |
| Panizza                                                                       | Allenatori | Fruzzetti F.                                                            |